# Assassin's Creed: Brotherhood (roman)
Assassin's Creed : Brotherhood (titre original : Assassin's Creed: Brotherhood) est un roman d'Oliver Bowden paru en 2010, tiré du jeu vidéo homonyme d’Ubisoft, de la série Assassin's Creed. C’est la suite du roman Assassin's Creed : Renaissance. Il met à nouveau en scène le personnage d’Ezio Auditore da Firenze.